# Comandra umbellata
Comandra umbellata là một loài thực vật có hoa trong họ Santalaceae. Loài này được (L.) Nutt. mô tả khoa học đầu tiên năm 1818.

## Hình ảnh

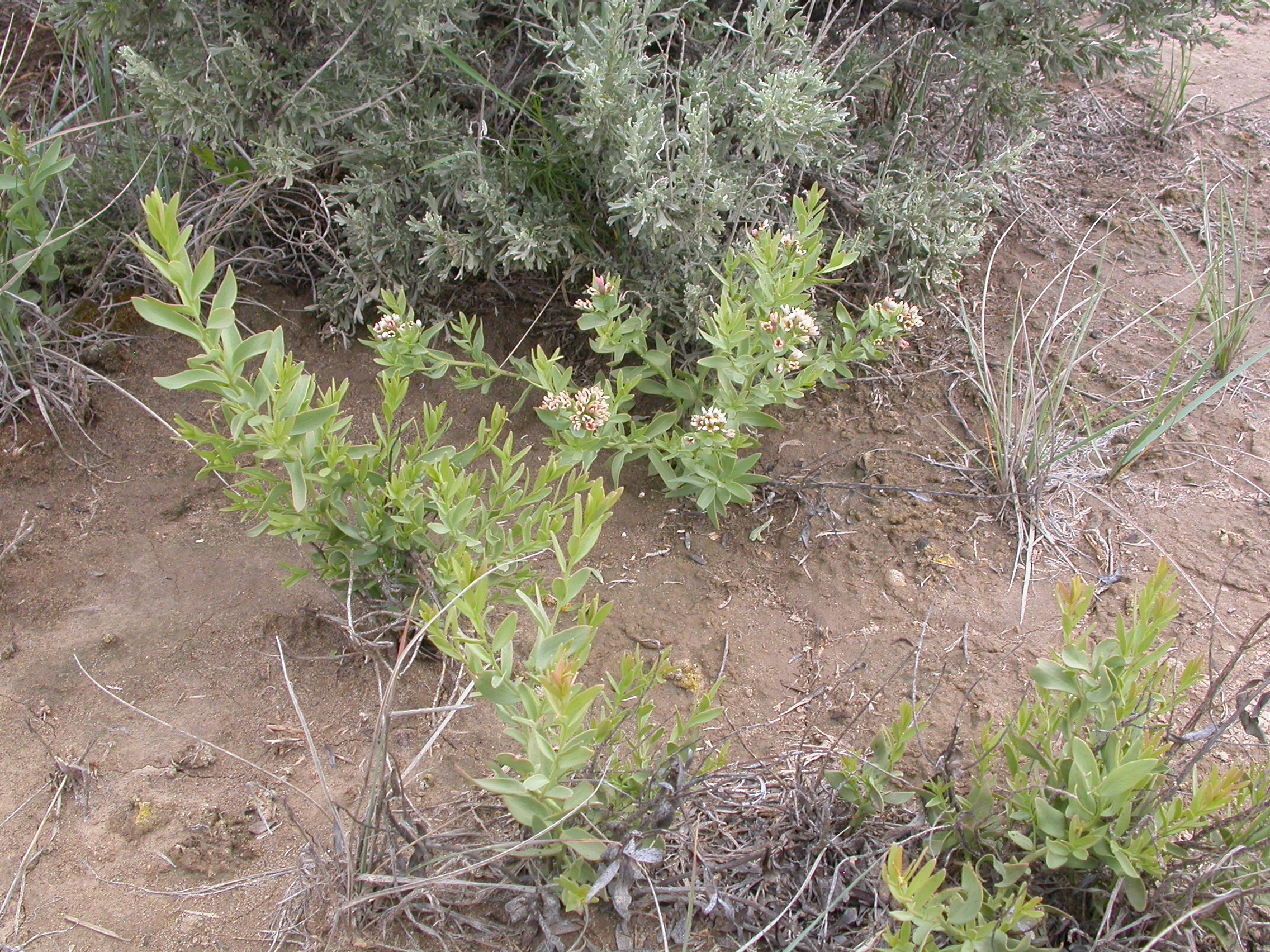
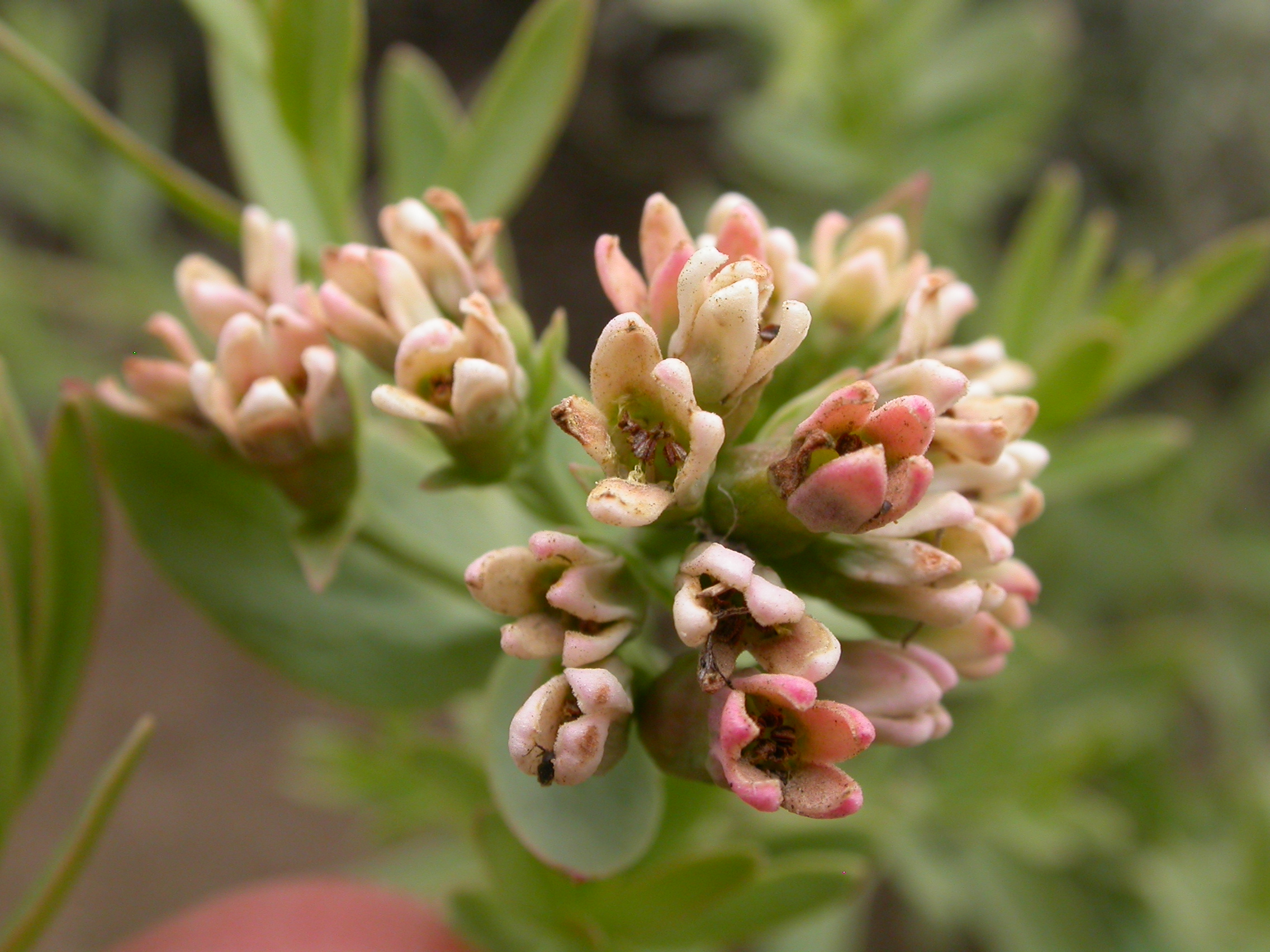
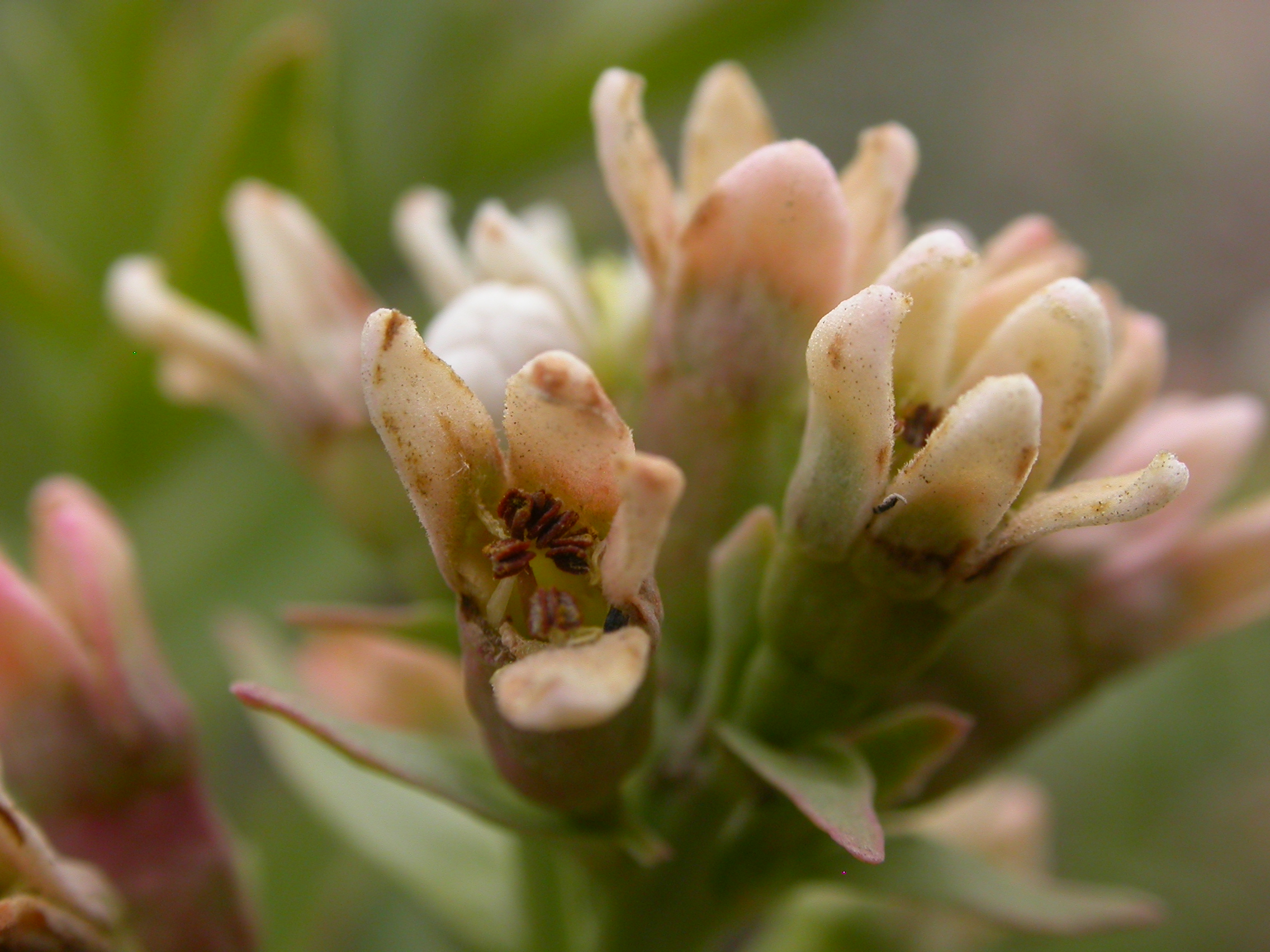
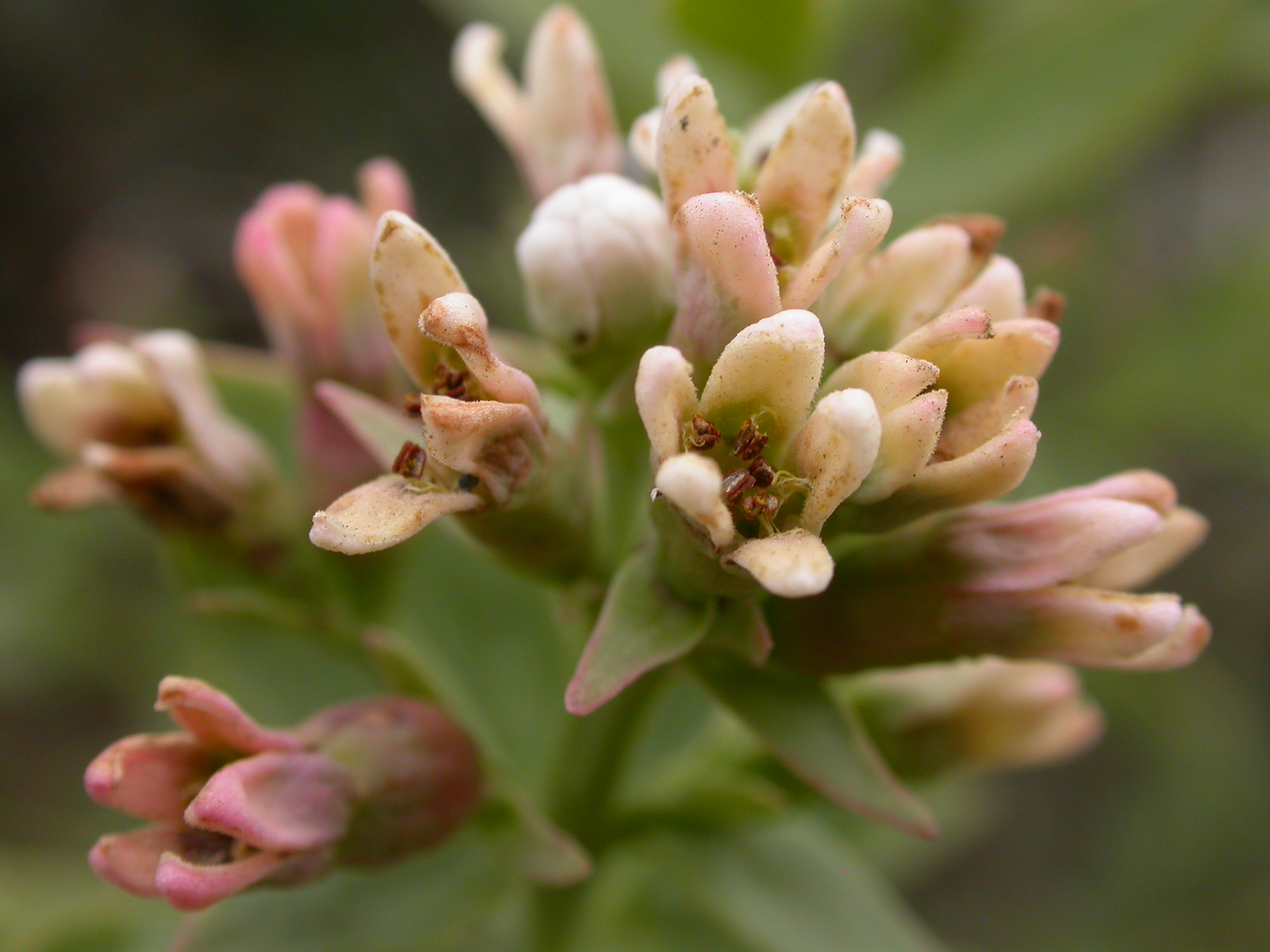